# Держава і революція
Держава і революція (рос. Государство и революция) — книга Володимира Леніна написана в 1917 році на тему ролі держави у суспільстві, необхідність пролетарської революції й теоретичну неспроможність соціал-демократії у боротьбі за установлення диктатури пролетаріату.

## Передумови
Ленін розпочав роботу над раннім проєктом "Держава і революція", перебуваючи на еміграції у Швейцарії в 1916 році, під назвою "Марксизм про державу".
"Ради", законодавчі органи робітників і селян, були фактичним урядом Петрограда та багатьох невеликих міст. Російська громадськість була глибоко засмучена продовженням участі Росії у Першій світовій війні та економічними поневіряннями. 7 листопада з'їзд Рад офіційно обрав правителем коаліцію більшовиків, есерів та меншовиків. За допомогою Червоної гвардії, воєнізованої організації революційно налаштованих робітників, матросів і солдатів, радянський уряд зміг взяти штурмом Зимовий палац і офіційно скасувати Тимчасовий уряд. Революція не була однаково прийнята всіма росіянами, опір і безлади відбувалися регулярно, що призвело до громадянської війни в Росії. Особливим питанням, яке Ленін розглядає в "Державі та революції", було право націй на відділення ("право на самовизначення"), під час написання цієї книги меншовики Грузії проголосили незалежність невдовзі після революції, утворивши Грузинську Демократичну республіку.

## Зміст
Головним чином Ленін говорить за насильницьке встановлення диктатури, чим виявляє найтемніші сторони революції, себто бунт і прояви стихійного руху. Насильство виступає як схвальний засіб, через що й наводиться критика соціал-демократів, як помірних представників зміни влади, для яких мирний прихід до влади є бажанішим. Напроти зводиться позиція революційна, ленінська, що говорить про насильницькі зрушення, як руйнування, хаос, повалення старого, яке має статися неодмінно за будь-яких умов і жертв. Чільна суть полягає у знищенні, викоріненні буржуазної державності, адже за словами Маркса передача бюрократичного апарату не зможе вирішити усіх проблем, тому щоби надати справжню владу народу, слід повалити вже наявний державний апарат. Зміни повинні критися у заміні одних установ другими, принципіально іншого роду. Тож, у творі автор побивається між передачею влади з рук в рук пролетаріату, яка має реалізовуватися за партійним квитком, й концепція збудування міжкласового суспільства.
Що стосується критики, то основні розбіжності у поглядах Леніна і соціал-демократів у лиці Каутського, полягають в захоплені влади. Коли для першого це необсяжне насилля, що повинно змести старий уряд і на заміни встановити на чистому аркуші паперу новий режим, нове життя. Тоді Каутський говорить про чесну перемогу на парламентських виборах, й пізніше піднесення парламенту, як народне панування над урядом через демократію представництва. Ленін же напроти провадить критику системи парламентаризму. 
Пізніше Сталін буде чітко опиратися на праці Леніна, чим обґрунтує тиранічну політику управління.